# ソポ・ゲロヴァニ
ソポ・ゲロヴァニ（სოფო გელოვანი、ラテン翻記：Sopho Gelovani、1984年3月21日 - ）は、ジョージア出身の歌手である。スウェーデンのマルメで開催されたユーロビジョン・ソング・コンテスト2013のジョージア代表。